# Flávia Rubim
Flávia Rubim Correia da Rocha (Rio de Janeiro, 18 de janeiro de 1982) é uma atriz e apresentadora brasileira, tornou-se conhecida em 2009,quando assumiu o comando da TV Globinho da Rede Globo.

## Biografia e Carreira
Flávia foi animadora de festa infantil aos 14 anos e ajudante de palco de Xuxa Meneghel no Xuxa Park, aos 15. Em 2004 estreou como atriz na Malhação, Participou ainda do especial "Quem Vai Ficar com Mário?", em 2006 retomou a Malhação novamente como a Estelinha, a prima do personagem Urubu que desperta ciúmes em Jacqueline. Em 2007 começou a se dedicar ao público infantil no Sítio do Pica Pau Amarelo e assim, em 2009, Flávia Rubim assumiu o comando da  extinta TV Globinho, na Rede Globo. no programa infantil ela foi recordista de cartas e desenhos enviados pelos telespectadores ao programa, Flávia ainda trabalhou com crianças no musical "Passarim: As peripécias de um sabiá apaixonado por Luísa" sob comando do TV Globinho Flávia ainda fez eventos de Dia das Crianças e de ações pra Globo. Chegou a apresentar um evento pra mais de 30 mil pessoas  A atriz ainda participou de uma campanha de incentivo à leitura e na ocasião, leu a obra "A princesa que tudo sabia, menos uma coisa" para uma plateia mirim.
Na Globo Flavia ainda esteve nas novelas A Favorita, Cordel Encantado e um retorno á malhação 2013 como Zelândia, sendo essa a sua primeira vilã também participou dos especiais Casos e Acasos e Por Toda Minha Vida, além de uma participação no humorístico A Grande Família.
Em 2016, Flávia esteve no elenco da série infantil da Band, "Academia de Estrelas" que foi ao ar em 2017, mas as gravações começaram em 2016. Em 2019 Flávia Rubim estrelou a peça musical infantil criada por ela própria Planeta da Oca, é um show com doze músicas que abordam temas como o planeta, a água, o lixo, os biomas do Brasil, os índios, além de diversos animais

## Vida Pessoal
Em 2013 Flávia namorou o empresário Thiago Antunes com quem se casou e teve uma filha chamada Cora, em seguida mudaram-se para Campinas, no interior de São Paulo. A menina nasceu no dia 18 de outubro de 2014, num parto natural humanizado, grande desejo de Flávia. Desde então prefere se manter esclusa da mídia. Em 2018 anunciou em seu perfil no instagram estar grávida de gêmeos. Flávia deu à luz os gêmeos na quinta-feira 24 de Maio de 2018. Nas redes sociais, Flávia revelou ter optado por parto normal gemelar, que ocorreu sem complicações. "Não foi um susto e eles também não são apressados não, esta é, simplesmente, a nossa história!", comemorou ela. Os recém-nascidos, Antônio e Teresa, nasceram na 30ª semana de gravidez (7 meses) e o nome dos bebês também só foi escolhido após o nascimento Flávia também tem um canal no YouTube, Na Casa 8, onde compartilha sobre maternidade, autoconhecimento, reflexões e Comunicação Não Violenta. Em 2020 Flávia anunciou a Gravidez de seu quarto filho A apresentadora possui ainda uma loja para venda de roupas de bebês chamada "Antes de Mim".

## Filmografia

### Televisão
| Ano     | Título                    | Personagem             |
| ------- | ------------------------- | ---------------------- |
| 2004    | Malhação                  | Vanessa                |
| 2004    | Quem Vai Ficar com Mário? | Clara                  |
| 2006    | Malhação                  | Estela (Estelinha)     |
| 2007    | Sítio do Pica-Pau Amarelo | Da Graça               |
| 2008    | Casos e Acasos            | Lara                   |
| 2009    | A Favorita                | Carla                  |
| 2009-11 | TV Globinho               | Apresentadora          |
| 2011    | Cordel Encantado          | Filomena (Filó)        |
| 2011    | Por Toda Minha Vida       | Regina Chaves          |
| 2012    | Super Bull Brasil         | Repórter               |
| 2012    | A Grande Família          | Rosa                   |
| 2013    | Malhação Casa Cheia       | Zelândia Aguiar Alende |
| 2016    | Academia de Estrelas      | Isa                    |

### Cinema
- 2007 - Tropa de Elite - Estudante
- 2011 - Cilada.com- Amiga de Fernanda

### Teatro
- 2011 -  Passarim: As peripécias de um sabiá apaixonado por Luísa[4]
- 2019 - Planeta da Oca